# Vladimir Mironchikov
Vladimir Mironchikov –en serbio, Владимир Мирончиков– (30 de septiembre de 1998) es un deportista serbio que compite en boxeo. Ganó una medalla de bronce en el Campeonato Mundial de Boxeo Aficionado de 2021, en la categoría de 80 kg.

## Palmarés internacional
| Campeonato Mundial | Campeonato Mundial | Campeonato Mundial | Campeonato Mundial |
| Año                | Lugar              | Medalla            | Categoría          |
| ------------------ | ------------------ | ------------------ | ------------------ |
| 2021               | Belgrado (Serbia)  | Medalla de bronce  | 80 kg              |